# علامة الهالة
علامة الهالة (بالإنجليزية: Halo Sign)‏، هي عبارة عن هالة داكنة تظهر حول لُمْعَة الشريان عند التصوير باستخدام الأمواج فوق الصوتية، ويقترح ظهورها تشخيص التهاب الشريان الصدغي (التهاب الشريان ذو الخلايا العملاقة، أو داء هورتون)، وعلى الرغم من أنّ الاختبار التشخيصي المعياري للالتهاب الشرياني الصدغي حاليًا هو الخزعة، إلّا أنّ استخدام الأمواج فوق الصوتية والرنين المغناطيسي عوضًا عنها يبدو واعدًا.
وبحسب أحد الدراسات، تكون القيمة التنبؤية الإيجابية لعلامة الهالة عند تصوير الشرايين الصدغية باستخدام الأمواج فوق الصوتية غير مُرضِيةٍ لتشخيص التهاب الشريان الصدغي، ومع ذلك، فإنّ القيمة التنبؤية السلبية مرتفعة جدًا، وبالتالي يمكن لعدم وجود علامة الهالة أن يُستَخدَم عمليًا لاستبعاد تشخيص التهاب الشريان ذو الخلايا العملاقة، وبالتالي، يمنع الحاجة إلى إجراء الخزعة في معظم الحالات.
لا ينبغي الخلط بين علامة الهالة المتواجدة في التهاب الشريان الصدغي، وبين علامة الهالة لديول المُشاهدة في الصورة الشعاعية، والتي تشير إلى وفاة الجنين داخل الرحم أو إلى وجود وذمة في رأس الجنين-إن كان على قيد الحياة- كوجود حدبة مصلية دموية أو انحلال في دم الجنين، كما قد تُفهَم علامة الهالة على أنها منطقة خافتة محيطة بعقدة رئوية ذات مظهر يشبه الزجاج المُغَشّى في صورة الصدر المأخوذة باستخدام الأشعة المقطعية (CT)، وقد يشير هذا المظهر إلى عُقيداتٍ أو كتلٍ أو أورامٍ نازفةٍ، أو إلى وجود عمليةٍ التهابيةٍ، والأشيع هو ظهورها كعلامةٍ شعاعيةٍ مبكرةٍ لعدوى رئوية غازية بأحد أنواع الفطور يدعى بالرشاشيات.
وفي التمريض، تكون علامة الهالة نتيجة لاختبار يُجرَى لمعرفة ما إذا كان السائل الذي يخرج بعد إصابةٍ في الرأس يحتوي على سائل دماغي شوكي، فعندما يعطي اختبار الدكستروستكس أو الشرائط قراءة نتيجةً إيجابية لوجود الجلوكوز، يكون من الواجب إجراء اختبار إضافي لهذا السائل –نظرًا لتواجد الجلوكوز في الدم أيضًا، ولإجراء الاختبار، تُجرَى عملية تقطير للسائل المُتَسَرِّب على شاش أو منشفة (4×4)، وتكون النتائج إيجابية عند تجمُّع الدم في المركز، تاركةً حولها حلقةً خارجيةً من السائل الدماغي الشوكي -أي تعطي منظرًا شبيهًا بالهالة.